# Lettische Fußballnationalmannschaft (U-21-Männer)
Die lettische U-21-Fußballnationalmannschaft ist eine Auswahlmannschaft lettischer Fußballspieler. Sie unterliegt der Verantwortung des nationalen Verbandes Latvijas Futbola federācija und repräsentiert ihn auf der U-21-Ebene, in Freundschaftsspielen gegen die Auswahlmannschaften anderer nationaler Verbände, aber auch bei der Europameisterschaft des Kontinentalverbandes UEFA. Spielberechtigt sind Spieler, die ihr 21. Lebensjahr noch nicht vollendet haben und die lettische Staatsangehörigkeit besitzen. Bei Turnieren ist das Alter beim ersten Qualifikationsspiel maßgeblich.
Bis zur Auflösung der Sowjetunion gehörte Lettland als Lettische Sozialistische Sowjetrepublik zur UdSSR. Daher nimmt die U-21-Mannschaft erst seit Herbst 1992 am Spielbetrieb teil.

## Teilnahme bei U-21-Europameisterschaften
| 1994 in Frankreich          | nicht qualifiziert |
| 1996 in Spanien             | nicht qualifiziert |
| 1998 in Rumänien            | nicht qualifiziert |
| 2000 in der Slowakei        | nicht qualifiziert |
| 2002 in der Schweiz         | nicht qualifiziert |
| 2004 in Deutschland         | nicht qualifiziert |
| 2006 in Portugal            | nicht qualifiziert |
| 2007 in den Niederlanden    | nicht qualifiziert |
| 2009 in Schweden            | nicht qualifiziert |
| 2011 in Dänemark            | nicht qualifiziert |
| 2013 in Israel              | nicht qualifiziert |
| 2015 in Tschechien          | nicht qualifiziert |
| 2017 in Polen               | nicht qualifiziert |
| 2019 in Italien/San Marino  | nicht qualifiziert |
| 2021 in Slowenien/Ungarn    | nicht qualifiziert |
| 2023 in Rumänien & Georgien | nicht qualifiziert |
| 2025 in der Slowakei        | nicht qualifiziert |